# Илавский повет
Илавский повет (пол. Powiat iławski) — повет (район) в Польше, входит как административная единица в Варминьско-Мазурское воеводство. Центр повета — город Илава. Занимает площадь 1385,22 км². Население — 92 811 человек (на 31 декабря 2017 года).

## Административное деление
- города: Илава, Любава, Киселице, Суш, Залево
- городские гмины: Илава, Любава
- городско-сельские гмины: Гмина Киселице, Гмина Суш, Гмина Залево
- сельские гмины: Гмина Илава, Гмина Любава

## Демография
Население повята дано на 31 декабря 2017 года.
| Перепись            | Всего | Мужчины | Женщины |
| ------------------- | ----- | ------- | ------- |
| Всего               | 92811 | 45978   | 46833   |
| Городское население | 53287 | 25847   | 27440   |
| Сельское население  | 39524 | 20131   | 19393   |